# Vaile

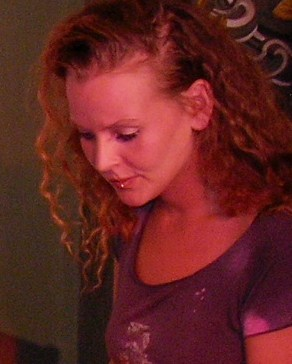
Vaile, Schachbotschafterin bei der Schacholympiade 2008 in Dresden

Vaile (* 3. Mai 1980 in Hamburg, eigentlich Karolin Vaile Fuchs) ist eine deutsche Sängerin, Songwriterin und Schauspielerin.

## Leben

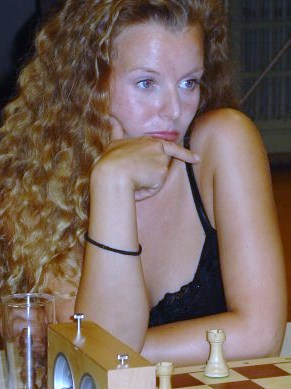
Vaile bei einer Schachpartie mit Smudo von den Fanta 4.

Mit 13 sang Vaile in ihrer ersten (Mädchen-)Band Changing Minds. Ihre ersten Alben Vaile (2002) und red rain (2006) wurden von der Kritik sehr positiv aufgenommen. Eine Schauspielausbildung erhielt sie in Hamburg und New York.
Nach einigen Rollen in Kurz- und TV-Filmen war Vaile von Januar 2006 bis November 2007 in der ARD-Seifenoper Marienhof zu sehen. Zudem spielte sie in zwei Folgen der Krimireihe Tatort mit. Im ersten Post-Palü-Tatort Aus der Traum aus dem Saarland war sie als Sängerin mit dem Titelsong zu sehen. Im Münchner Tatort Der Traum von der Au spielte sie eine Nebenrolle.
Zu sehen war sie auch im Kinofilm Mörderische Erpressung, der unter anderen beim Hamburger Filmfest lief.
Im Musikvideo She’s Got That Light spielt sie den weiblichen Hauptpart.
In der Vergangenheit hat Vaile auch immer wieder als Schachspielerin auf sich aufmerksam gemacht, als Botschafterin der Schacholympiade 2008, unter anderem mit Partien gegen Spieler der aktuellen Weltrangliste, oder auch gegen Musikerkollegen wie Smudo oder Him.
2010 erschien bei Droemer/Knaur ihr autobiografisches Buch Frei sein, in welchem sie über ihre Wildnisreisen nach Skandinavien schreibt. 2011 erschien ihr gleichnamiges drittes Album.
2016 wirkte Vaile für ein paar Wochen in der ARD-Telenovela Rote Rosen als Ines Brandenburg mit. 2019 war sie erneut in dieser Rolle zu sehen.
Seit 2019 arbeitet Vaile als Komponistin beim Kindermusiktheater Buntspecht Potsdam.

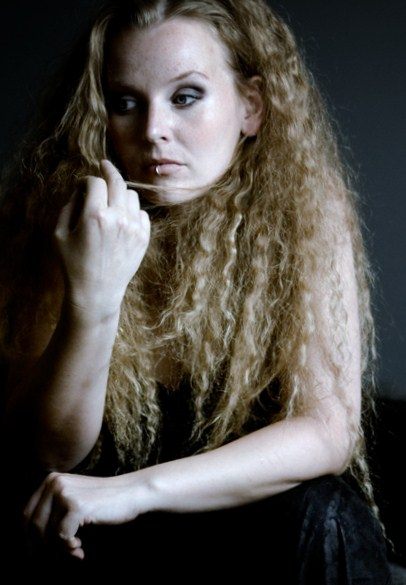
Vaile, 2. Juni 2008

## Diskografie

### Alben
- Vaile (2002)
- Red Rain (2006)
- frei sein (2011)
- Zerbrechlich (2022)

### Singles
- Easy (2002)
- Shalala Love Me (2002)
- red rain (2006)
- was ich tun muss (2011)
- Sommer (2020)
- Stark geboren (2020)
- Mach das Licht aus (2021)
- Gut genug (2021)
- Schnee (2021)

## Filmografie (Auswahl)
- 2006/2007: Tatort (2 Folgen)
- 2006/2007: Marienhof (8 Folgen)
- 2008: Mord in bester Gesellschaft: Die Nächte des Herrn Senator (Krimireihe, Folge 3)
- 2009: Der Dicke (1 Folge)
- 2011: Inga Lindström (1 Folge)
- 2013: Vier sind einer zuviel
- 2015: Aktenzeichen XY … ungelöst (1 Folge)
- 2015: Weißblaue Geschichten (1 Folge)
- 2014, 2017: Die Rosenheim-Cops (2 Folgen)
- 2016, 2019: Rote Rosen
- 2023: Daheim in den Bergen – Alte Pfade – Neue Wege